# Cryptopristus
Cryptopristus is een geslacht van vliesvleugeligen uit de familie Torymidae. De wetenschappelijke naam van dit geslacht is voor het eerst geldig gepubliceerd in 1856 door Förster.

## Soorten
Het geslacht Cryptopristus omvat de volgende soorten:
- Cryptopristus caliginosus (Walker, 1833)
- Cryptopristus harrisii (Fitch, 1862)
- Cryptopristus salviae Zerova, 2008